# Моттафоллоне
Моттафоллоне (італ. Mottafollone, сиц. Mottafullune) — муніципалітет в Італії, у регіоні Калабрія,  провінція Козенца.
Моттафоллоне розташоване на відстані близько 400 км на південний схід від Рима, 100 км на північний захід від Катандзаро, 45 км на північ від Козенци.
Населення — 1238 осіб (2014).

## Демографія
Населення за роками:

Станом на 1 січня 2023 року в муніципалітеті офіційно проживав 31 іноземець з 9 країн, серед них 16 громадян країн Євросоюзу та 3 громадяни України.

## Сусідні муніципалітети
- Буонвічино
- Гризолія
- Мальвіто
- Сан-Сості
- Сант'Агата-ді-Езаро